# 叶正波
叶正波（1964年6月—），男，汉族，浙江宁海人，中华人民共和国政治人物。先后毕业于兰州铁道学院、吉林工业大学。曾任宁波市海曙区人民政府副区长，宁波市侨办副主任，宁波市人口计生委主任，宁波市人大教科文卫委员会主任委员、市人大常委会教科文卫工作委员会主任，宁波市政协副主席、九三学社宁波市委员会主委。现任浙江省政协副主席，九三学社中央常委、浙江省委主委。